# Jean Livescu
Jean Livescu (n. 3 iunie 1906, Burdujeni județul Botoșani, astăzi în județul Suceava - d. 2 septembrie 1996, București) a fost un filolog și istoric literar român, membru corespondent al Academiei Române (din 1965).

## Studii
A urmat școala primară în satul natal, Școala Normală din Iași și Facultatea de Litere și Filosofie la Universitatea „Al.I.Cuza” din Iași, secția limba și literatura germană (pe care a absolvit-o în 1937). A continuat studiile superioare în Germania, la Universitatea din Marburg, apoi la cea din Berlin (unde a studiat între 1933-1937 limba germană, estetica și istoria). Și-a luat doctoratul în 1942 la Strasbourg. Între anii 1939 și 1942 a beneficiat de o bursă de cercetare Humboldt în domeniul literaturii germane la Friedrich-Wilhelms-Universität din Berlin, unde a colaborat cu profesorul dr. Julius Petersen, și la Universitatea din Strasbourg, pe lângă prof. dr. Fr. Wentzlaff Eggebert.
Mai târziu a revenit în Germania, între anii 1970 și 1980, pentru stagii de specializare la Marbach, Bonn, Köln și Leipzig.

## Activitatea profesională
După absolvirea universității, a intrat în învățământul superior mai întâi ca asistent (1939-1942), apoi ca profesor suplinitor (1942-1946), profesor titular de limba și literatura germană la Facultatea de Litere din Iași (1946-1955). A fost decan al Facultății de Filozofie a Universității din Iași (1947-1948). Între anii 1949 și 1955 a fost rector al Universității din Iași. În paralel, a fost director al Institutului de Istorie și Filologie din Iași, redactor responsabil al revistei Studii și cercetări științifice, membru al Comitetului de direcție al Teatrului Național „Vasile Alecsandri”.
La începutul anului 1955 lumea bună a Iașiului a aflat cu stupoare despre bordelul clandestin condus de Madam Capot, situat în tutungeria „La madam Capot” de pe strada Nicolae Gane, în apropierea Spitalului Militar; clădirea a fost demolată câțiva ani mai târziu, iar pe locul ei se află acum o parte a corpului B al Universității din Iași. În catalogul femeilor ce practicau prostituția se aflau soții ale unor oameni respectabili din oraș, printre care și Coca Livescu, soția rectorului de atunci al Universității „Al. I. Cuza”. S-a iscat un scandal ce a zguduit mediul academic ieșean, deși a fost mușamalizat de autorități. În același an, Jean Livescu s-a transferat la Universitatea București. Scandalul a fost mușamalizat de autorități, dar mediul 
Profesorul Livescu a predat la Universitatea din București în perioada 1955-1976 și a fost ales rector în două mandate: 1959-1963 și 1968-1972. Primul mandat de rector a fost întrerupt deoarece a fost numit pe 20 aprilie 1963 în funcția de adjunct al ministrului învățământului, îndeplinind această funcție până în 21 septembrie 1968.
A fost numit vicepreședinte al Biroului Comisiei Naționale a Republicii Populare Romîne pentru UNESCO (în 1964), apoi președinte al Biroului Comisiei Naționale a Republicii Socialiste România pentru UNESCO (în 1971). De asemenea, a fost membru al Comitetului de Stat pentru Cultură și Artă (1968-1970).

## Lucrări publicate
Jean Livescu a desfășurat și o bogată activitate științifică, publicând numeroase lucrări, printre care:
- Romanul evolutiv german (1943),
- Herder și ideea de umanitate (1945),
- Franz Werfel și umanismul (1945),
- Sensul și valoarea istoriei literare (1947),
- Goethe, cercetător al naturii (1949),
- Considerații asupra romantismului german (1970).

De asemenea, a publicat, în colaborare, două volume de Limba germană (1963-1966), o Antologie a literaturii germane (1972, în colaborare), Dicționar germano-român (1974) etc. Lui Jean Livescu i se datorează și publicarea ediției critice a Poeziilor lui Goethe. 

## Afilieri
Profesorul Jean Livescu a fost membru al unor instituții prestigioase:
- Societatea germaniștilor din România,
- Societatea română de științe filologice,
- Societatea „Goethe” din Germania,
- Societatea Lenau din Austria,
- Internationale Vereinigung für Germanische Sprach-und Literaturwissenschaft.[1]

La 3 februarie 1965 a fost ales membru corespondent al Academiei Române.

## Ordine și distincții
- Medalia „A cincea aniversare a Republicii Populare Române” (24 decembrie 1952) „pentru lupta și munca duse în vederea făuririi, consolidării și prosperării Republicii Populare Române”[10]
- Ordinul Muncii clasa a III-a (21 august 1954) „pentru merite deosebite pe tărîmul construcției de stat, economice, sociale și culturale, cu ocazia celei de a zecea aniversări a eliberării patriei noastre”[11]
- Ordinul Muncii clasa a II-a (10 august 1964) „pentru merite deosebite în opera de construire a socialismului, cu prilejul celei de a XX-a aniversări a eliberării patriei”[12]
- titlul de „Profesor Emerit al Republicii Populare Romîne” (13 octombrie 1964) „cu prilejul aniversarii a 100 de ani de la înființarea Universității din București, pentru activitate îndelungată, contribuție în dezvoltarea științei și merite deosebite în dezvoltarea învățămîntului superior”[13]
- Ordinul „23 August” clasa a III-a (20 aprilie 1971) „pentru merite deosebite în opera de construire a socialismului, cu prilejul aniversării a 50 de ani de la constituirea Partidului Comunist Român”[14]